# ショーン・ビガースタッフ
ショーン・ビガースタッフ (Sean Biggerstaff, 1983年3月15日 - ) は、スコットランド・グラスゴー出身の俳優。

## 略歴
10歳から子役として、テレビを中心に活動。『ハリー・ポッター』シリーズのオリバー・ウッド役で知られる。
家族は、父、母、妹。妹ジェニーはショーンと17歳違い。

## 出演作品

### 映画
- ウィンター・ゲスト The Winter Guest (1997) - トム
- ハリー・ポッターと賢者の石 Harry Potter and the Sorcerer's Stone (2001) - オリバー・ウッド
- ハリー・ポッターと秘密の部屋 Harry Potter and the Chamber of Secrets (2002) - オリバー・ウッド
- フローズン・タイム Cashback (2006) - ベン・ウィリス
- ハリー・ポッターと死の秘宝 PART2 Harry Potter and the Deathly Hallows Part2 (2011) - オリバー・ウッド
- ウイスキーと2人の花嫁 Whisky Galore! (2016) - オッド軍曹

### テレビドラマ
- ミス・マープル4 『なぜ、エヴァンズに頼まなかったのか？』 Marple: Why Didn't They Ask Evans? (2009) - ボビー・アットフィールド